# Vislovo (альбом)
«Vislovo» (стилізовано як VISLOVO; укр. Віслово) — другий студійний альбом українського гурту «Время и Стекло». Вийшов 5 липня 2019 року на лейблі «Mozgi Entertainment».

## Про альбом
До альбому увійшло 14 треків, серед яких 11 оригінальних композицій, два ремікси та пісня «Глибоко», записана солісткою гурту Надею Дорофєєвої в дуеті з Дімою Монатиком.

## Список композицій
| #   | Назва                                    | Тривалість |
| --- | ---------------------------------------- | ---------- |
| 1.  | «Vislovo»                                | 3:06       |
| 2.  | «Balensiaga»                             | 3:27       |
| 3.  | «Fashionспазмы»                          | 3:39       |
| 4.  | «Дим»                                    | 3:18       |
| 5.  | «Eleganza»                               | 3:49       |
| 6.  | «Лох»                                    | 3:05       |
| 7.  | «Е, Бой»                                 | 3:00       |
| 8.  | «Forever Young»                          | 2:58       |
| 9.  | «Песня про лицо»                         | 3:20       |
| 10. | «Навсегда/Никогда»                       | 4:13       |
| 11. | «Финальные титры»                        | 3:02       |
| 12. | «Дим (Boosin Remix)»                     | 4:58       |
| 13. | «Глубоко (Надя Дорофєєва feat. Monatik)» | 4:12       |
| 14. | «Дим (Shnaps & Sanya Dymov Remix)»       | 2:47       |